# 必恩威科技
必恩威科技（英語：PNY Technologies），成立於1985年，其前身必恩威電氣（PNY Electronics）成立於紐約市布魯克林，於1997年改為現名。公司主要生產基於NVIDIA顯示核心的顯示卡，是NVIDIA的AIC合作夥伴之一，NVIDIA的專業級顯示卡生產商之一。同時公司亦生產記憶體模組與USB快閃式記憶體及固態硬碟。
必恩威因其Verto品牌的GeForce顯示卡而著名，亦是首家提供非公版的顯示卡生產商之一。同時其Quadro產品也被廣泛應用於工作站與伺服器中。

## 外部連結
- 官方网站